# 三宅島警察署
三宅島警察署（みやけじまけいさつしょ）は、警視庁が管轄する警察署の一つである。
警視庁第一方面に属している。署員数約20名。

## 管轄区域
- 三宅村、御蔵島村

## 所在地
- 東京都三宅島三宅村伊豆640番地

## 沿革
- 1893年（明治26年）：三宅島と御蔵島に巡査を配置。
- 1919年（大正8年）：京橋築地警察署新島分署三宅島警部補派出所となる。
- 1947年（昭和22年）：国家地方警察東京都三宅島警察署となる。
- 1954年（昭和29年）：警視庁三宅島警察署となる。

## 組織
- 署長（警視）
- 警務係 - 総務、警務、教養、留置、会計、厚生
- 警備係 - 事務(交)、交通捜査、外勤(交)、機動警ら、警備、公安、地域
- 捜査係 - 捜査、記録、鑑識、防犯、生活安全相談、保安、生活経済、生活環境、少年、組織犯罪対策、暴力団 対策、薬物銃器対策

## 駐在所
三宅島警察署には交番はなく駐在所のみ。

### 三宅村
- 神着駐在所（三宅村神着898番地）
- 伊豆駐在所（三宅村伊豆1037番地）
- 伊ケ谷駐在所（三宅村伊ケ谷500番地）
- 阿古駐在所（三宅村阿古672番地1）
- 坪田駐在所（三宅村坪田3121番地3）

### 御蔵島村
- 御蔵島駐在所（御蔵島村）